# Imparfait de l'indicatif en français

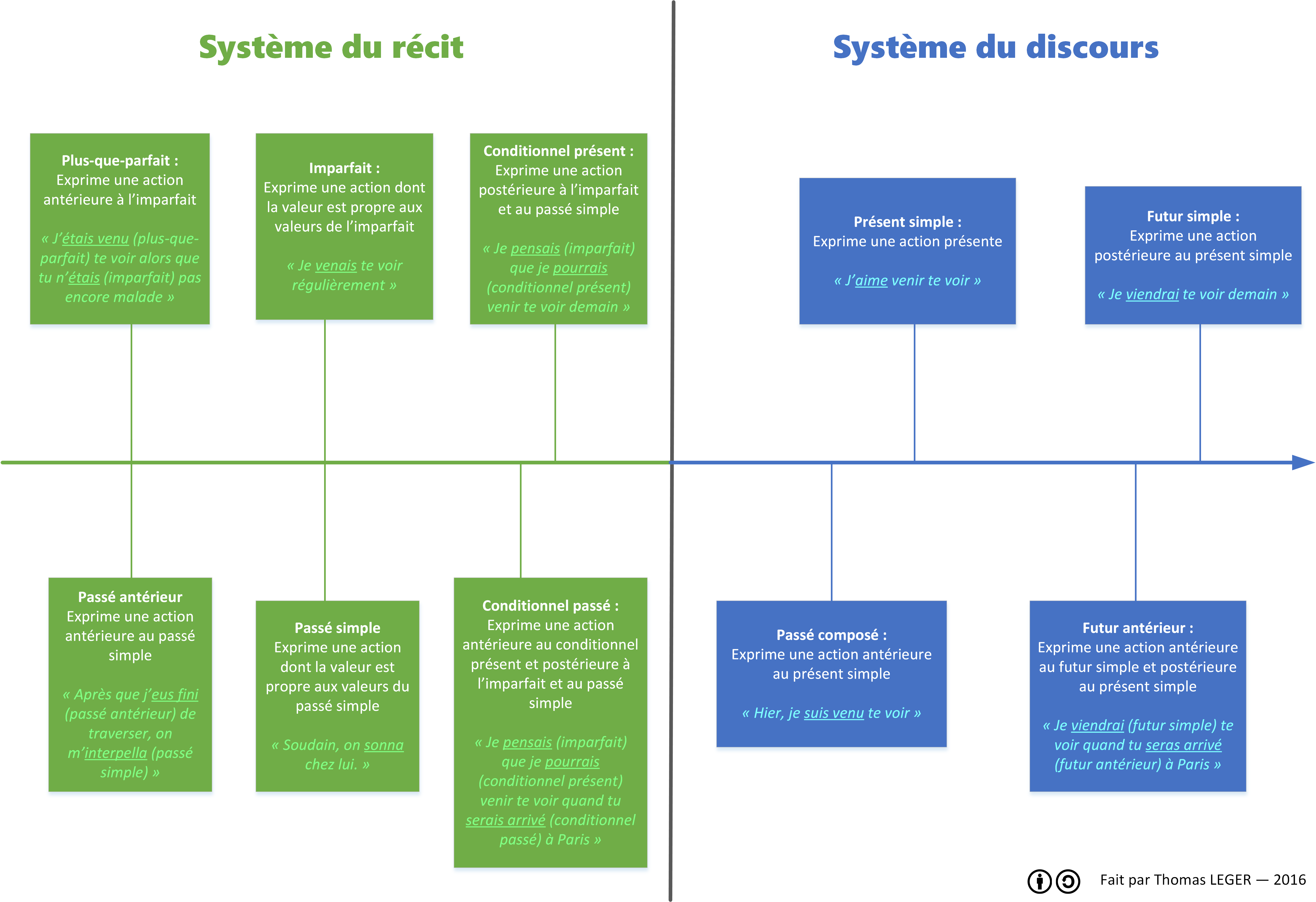
Fonctionnement de la concordance des temps à l'indicatif

L'imparfait de l'indicatif est un tiroir verbal de la conjugaison des verbes français. Son nom provient du latin imperfectus, signifiant : inachevé, incomplet. L'imparfait est un temps simple du mode indicatif, c’est-à-dire qu'il présente une action réelle et la situe dans le temps. Il existe également un imparfait du subjonctif en français.

## Origine et phonétique évolutive
L'indicatif imparfait du français trouve son origine dans l'indicatif imparfait latin.
| Latin classique | Ancien français            | Français classique | Français contemporain |
| --------------- | -------------------------- | ------------------ | --------------------- |
| amābam          | ameie, amoie, amöe         | aimois             | aimais                |
| amābās          |                            | aimois             | aimais                |
| amābat          | ameit, ameit ; amout, amot | aimoit             | aimait                |
| amābāmus        | amiiens, amiens, amions    | aimoyons           | aimions               |
| amābātis        | amiiez, amïez              | aimoyez            | aimiez                |
| amābant         | ameient, amoient, amöent   | aimoyent           | aimaient              |

Des états de prononciation anciens peuvent encore se retrouver aujourd'hui dans certaines langues d'oïl filles de l'ancien français. On peut notamment retrouver le phonème b latin ayant subi un bêtacisme en wallon liégeois ou namurois ou la diphtongaison "ouè" dans certaines variétés méridionales du picard.
| Picard (sud) | Wallon (Liège) |
| ------------ | -------------- |
| -oé          | -éve [eːf]     |
| -oé          | -éve [eːf]     |
| -oé          | -éve [eːf]     |
| -oèmes       | -îs [iː]       |
| -oètes       | -îz [iː]       |
| -oëtte       | -ît [iː]       |

## Utilisation
On classe traditionnellement les usages de l'imparfait en deux catégories : temporel et modal. Dans la première, l'imparfait situe le procès exprimé par le verbe dans le passé, sauf dans le cas de la concordance des temps. Ses emplois modaux semblent plutôt exprimer un décalage avec la réalité (hypothèse, situation imaginaire) ou une attitude particulière vis-à-vis de l'interlocuteur (usage hypocoristique par exemple).

### Emploi en tant que temps du passé
L'imparfait présente l'action dans son déroulement, en cours d'accomplissement ou répétée durant un moment du passé connu de tous les participants à l'échange linguistique, même s'il s'agit d'une connaissance tacite. C'est une des différences avec le passé composé, qui lui peut exprimer qu'un événement a eu lieu à un moment inconnu du passé. En évoquant un étranger qui parle français, on peut dire : Il a appris le français, même si on n'a pas la moindre idée de quand cet apprentissage a eu lieu. En effet, en l'absence de complément de temps explicite, le passé composé, à l'origine présent accompli, signifie naturellement : l'événement s'est accompli avant le moment d'énonciation, donc dans le passé. Par contre, Il apprenait le français n'a de sens que si l'on sait de quel moment on parle.
Dans la mesure où son temps de référence est en principe dans le passé, l'imparfait de l'indicatif indique souvent que l'événement n'appartient plus / pas à l'actualité de l'énonciateur, qu'il s'agit d'une période révolue. C'est pourquoi on l'utilise volontiers pour évoquer les états anciens, mettre le passé en contraste avec le présent : 
- quand je faisais mes études en France, je travaillais dans un bureau en même temps ;
- avant, je faisais beaucoup de sport. Depuis que j'ai un ordinateur, je passe mes fins de semaine assis

Il est souvent employé en toile de fond d'un événement au passé simple ou au passé composé : parler d'un événement à l'imparfait, c'est placer cet événement à l'arrière plan ; en employant le passé simple ou le passé composé, on met, au contraire, l'événement au premier plan ; le moment où a lieu cet événement de premier plan est le temps de référence de l'événement à l'imparfait.
- À l'époque, il prenait des cours de musique ; un jour vint où son professeur, énervé, le frappa au visage.

### Emplois sans référence au passé
Marc Wilmet fournit divers exemples d'emploi de l'imparfait sans référence au passé :
- je venais vous demander un petit service (= je viens ; atténuation) ;
- sans la présence d'esprit du mécanicien, le train déraillait (= aurait déraillé ; imaginaire) ;
- si j'étais riche, je m'achèterais une Rolls Royce (condition ; irréel du présent) ;
- Galilée soutint que la Terre tournait autour du soleil (gnomique, discours rapporté) ;
- on m'a assuré que vous étiez bon médecin : guérissez-moi (= que vous êtes ; discours rapporté).

Contrairement aux exemples précédents, communément compris et utilisés, l’imparfait hypocoristique, bien qu'attesté par de nombreuses sources, est plus discuté, connu de certains locuteurs seulement, et plus difficile à interpréter. Il peut être employé notamment lorsqu'on s'adresse à un petit enfant ou à un animal domestique (qui ne sont donc pas en mesure de répondre) :
- oh qu'il était mignon le bébé ! (= qu'il est mignon) ;
- il avait plus de pupuces. Il a plus de pupuces, vous savez[7] (la première phrase, hypocoristique, s'adresse au toutou, la seconde, « objective », à un interlocuteur humain adulte).

Un emploi dit « ludique » ou « préludique » mettant en place une situation imaginaire de jeu est aussi attesté. Le conditionnel peut aussi être utilisé de cette manière.
- j'étais le professeur et tu étais l'élève. Je te disais d'écrire des mots et tu les écrivais.

On peut mentionner aussi l'imparfait des commerçants ou « imparfait forain », dont la valeur semble mi-temporelle, mi-modale :
- qu'est-ce qu'il lui fallait à la petite dame ? (= Que désirez-vous, Madame ?).

Il est peut-être lié à l'imparfait d'atténuation — politesse parfois utilisé pour solliciter une réponse ou un service :
- je voulais vous poser une question ;
- je venais chercher un livre commandé par téléphone mardi dernier.

### Emploi narratif
L'imparfait est parfois employé dans la littérature à la place des temps de narration habituels tels que le passé simple ou le présent : c'est par exemple une des caractéristiques du style de Georges Simenon, mais aussi de Marcel Proust.
- « Quelques instants plus tard, Maigret descendait l’escalier, traversait le salon aux meubles disparates, gagnait la terrasse. » (La Nuit du carrefour)

## Conjugaison

### Formation de l'imparfait
Pour former l'imparfait, on utilise le radical du verbe à la première personne du pluriel au présent de l'indicatif.
On ajoute à ce radical les terminaisons de l'imparfait.
- Exemple : nous aimons donne J' aim-ais, -ais, -ait, -ions, -iez, -aient.
- Il existe une seule exception, le verbe être, dont le radical de l'imparfait est ét- ; en revanche, les terminaisons sont les mêmes que pour tous les autres verbes.
- Par ailleurs, pour maintenir le son terminant le radical, le c prend une cédille (c–ç) et le g est suivi d'un e (g–ge) devant les terminaisons en a.

### Exemples

#### Verbes du premier groupe
Aimer
- J'aimais
- Tu aimais
- Il, elle, on aimait
- Nous aimions
- Vous aimiez
- Ils, elles aimaient

Lancer (-cer, c–ç)
- Je lançais
- Tu lançais
- Il, elle, on lançait
- Nous lancions
- Vous lanciez
- Ils, elles lançaient

Manger (-ger, g–ge)
- Je mangeais
- Tu mangeais
- Il, elle, on mangeait
- Nous mangions
- Vous mangiez
- Ils, elles mangeaient

#### Verbes du deuxième groupe
Finir
- Je finissais
- Tu finissais
- Il, elle, on finissait
- Nous finissions
- Vous finissiez
- Ils, elles finissaient

#### Verbes du troisième groupe
Sortir
- Je sortais
- Tu sortais
- Il, elle, on sortait
- Nous sortions
- Vous sortiez
- Ils, elles sortaient

#### Auxiliaires
Avoir
- J'avais
- Tu avais
- Il, elle, on avait
- Nous avions
- Vous aviez
- Ils, elles avaient

Être
- J'étais
- Tu étais
- Il, elle, on était
- Nous étions
- Vous étiez
- Ils, elles étaient

### Formes en -o-
Autrefois, les terminaisons de l'imparfait s'écrivaient avec un « oi » au lieu de « ai » (et se prononçaient « oué »). La réforme orthographique consistant à écrire « ai » pour « oi », notamment pour les imparfaits, a été préconisée par quelques grammairiens et auteurs du XVIIe siècle (Berain, Milleran), puis au XVIIIe (de Vallemont, Girard), mais elle a été surtout promue par Voltaire. Il la met en œuvre en 1734 pour les substantifs, puis en 1752 pour l'imparfait.
Bien que contestée, notamment par d'Alembert, la nouvelle orthographe se répand néanmoins et est consacrée dans le Dictionnaire critique de Jean-François Féraud en 1787. Les éditeurs Didot l'adoptent en 1798 et les formes en « oi » finissent par disparaître lors de la réforme de l'orthographe française de 1835.
- J'étois
- Tu étois
- Il, elle, on étoit
- Nous étoyons
- Vous étoyez
- Ils, elles étoyent